# Татарская Еманзельга
Татарская Еманзельга — деревня в Красноуфимском округе Свердловской области. Входит в состав Татарско-Еманзельгинского сельского совета.

## География
Расположена на обоих берегах реки Яманзелга в 44 километрах на юго-юго-восток от административного центра округа — города Красноуфимск.

### Часовой пояс
Татарская Еманзельга как и вся Свердловская область, находится в часовой зоне МСК+2. Смещение применяемого времени относительно UTC составляет +5:00.

## Население
| 2002 | 2010 | 2021 |
| ---- | ---- | ---- |
| 571  | ↘379 | ↘349 |

## Улицы
Деревня разделена на девять улиц (Заречная, Культуры, Лесная, Мира, Молодёжная, Набережная, Новая, Советская, Уральская) и четыре переулка (Культуры, Советский, Уральский, Школьный).

## История
По преданиям, первыми жителями были выходец из деревни Артя-Шигири мариец Свирка и его жена-татарка Бика.